# Распутье
Распутье (англ. Hit & Miss) — британский драматический телесериал о трансгендерной женщине — киллере, которая узнает, что у неё есть сын от бывшей подружки.

## Сюжет
Сериал рассказывает про трансгендерную женщину — киллера Мию, которая неожиданно получает письмо от бывшей подружки, умирающей от рака, и из него узнает, что является отцом 11-летнего сына Райана. Миа приезжает в сельский дом в Йоркшире, где должна стать опекуном своего сына и трёх неродных детей. Продолжая работать наёмным убийцей, Миа учится справляться с ролью отца.

## В ролях
- Хлоя Севиньи — Миа, трансгендерная женщина - киллер
- Питер Уайт — Эдди, босс Мии
- Джонас Армстронг — Бен
- Винсент Риган — Джон
- Бен Кромптон — Лиам
- Карла Кром — Райли, падчерица Мии
- Рис Ной — Ливай, пасынок Мии
- Джорден Бенни — Райан, сын Мии
- Рома Кристенсен — Леони, падчерица Мии